# Хамидходжаев, Алишер Султанович
Алишер Султанович Хамидходжаев (узб. Alisher Sultonovich Xamidxojaev; род. 20 июля 1969, Ташкент) — российский и узбекский кинооператор.

## Биография
Родился в Ташкенте, окончил ВГИК в 1992 году (мастерская В. Д. Нахабцева, А. Л. Княжинского). С 1993 по 1999 работал на Санкт-Петербургской студии документальных фильмов, снял несколько документальных лент. В 1994—1998 принимал участие в создании «Кинолетописи России». С 2004 работает в игровом кино как оператор-постановщик. Награждён множеством призов престижнейших мировых кинофестивалей и неоднократно отмечался как лучший кинооператор Гильдией российских кинокритиков.

## Избранная фильмография
- 1994—1997 — Избранник. Хроника жизни семьи Солженицыных
- 1998 — Хлебный день
- 2005 — 4, премия Трансильванского МКФ за лучшую операторскую работу, вместе с Ш.Беркеши и А.Ильховским
- 2007 — Завещание Ленина
- 2007 — Один день
- 2007 — Девять семь семь
- 2008 — Все умрут, а я останусь
- 2008 — Четыре возраста любви
- 2008 — Бумажный солдат, номинация на Европейскую кинопремию за лучшую операторскую работу, «Золотая Озелла» Венецианского кинофестиваля за выдающийся технический вклад, премия «Ника», вместе с М.Дроздовым
- 2009 — Сказка про темноту, премия «Белый слон» Гильдии киноведов и кинокритиков России за лучшую операторскую работу
- 2009 — Петя по дороге в Царствие Небесное
- 2010 — Читая «Чевенгур»
- 2010 — Ночь длиною в жизнь
- 2010 — Другое небо
- 2010 — В стиле Jazz
- 2011 — Странники
- 2011 — Москва. Центральный округ 3
- 2012 — День ангела
- 2012 — Синдром дракона
- 2012 — Жить — премия кинофестиваля «Кинотавр» и премия «Белый слон»[1] за лучшую операторскую работу
- 2012 — Антон тут рядом
- 2012 — Номер
- 2013 — Полярный рейс
- 2013 — Action!
- 2014 — Братья Ч
- 2014 — Про любовь 2
- 2014 — Звезда
- 2017 — Огни большой деревни
- 2017 — Аритмия, номинации на премии «Золотой орёл», «Ника» и «Белый квадрат»
- 2018 — Война Анны — премия «Белый слон» за лучшую операторскую работу, номинации на премии «Золотой орёл», «Ника» и «Белый квадрат»
- 2018 — Мортидо
- 2019 — Преступный человек
- 2020 — Сделать как надо
- 2021 — Феодосийская сказка
- 2024 — Втроём
- 2024 — Снег в моем дворе

## Признание и награды
- 2005 — Премия Трансильванского МКФ за лучшую операторскую работу — фильм «4»
- 2008 — «Золотая Озелла» Венецианского кинофестиваля за лучшую операторскую работу и Премия «Ника» за лучшую операторскую работу — фильм «Бумажный солдат»
- 2009 — Премия «Белый слон» Гильдии киноведов и кинокритиков России за лучшую операторскую работу — фильм «Сказка про темноту»
- 2012 — Премия кинофестиваля «Кинотавр» за лучшую операторскую работу и премия «Белый слон» за лучшую операторскую работу — фильм «Жить»
- 2018 — Премия «Белый слон» за лучшую операторскую работу — фильм «Война Анны»
- 2024 — Премия XXX Минского международного кинофестиваля «Лістапад-2024» за лучшую операторскую работы — картина «Снег в моем дворе»[2]
- 2025 — Премия «Белый слон» за лучшую операторскую работу — фильм «Снег в моем дворе»[3]